# 圆条鞭枝藓
圆条鞭枝藓（学名：Isocladiella flagellifera）为锦藓科鞭枝藓属下的一个种。